# Großer Preis von Kanada 1973
Der Große Preis von Kanada 1973 (offiziell XIII Labatt's Canadian Grand Prix) fand am 23. September auf dem Mosport Park in Bowmanville, Ontario statt und war das vierzehnte Rennen der Automobil-Weltmeisterschaft 1973.

## Berichte

### Hintergrund
Nachdem Jackie Stewart den Fahrer-Weltmeistertitel bereits zwei Wochen zuvor beim Großen Preis von Italien sichergestellt hatte, lag das Hauptaugenmerk während der verbleibenden zwei Rennen in Nordamerika auf dem Konstrukteurs-Titel. Die Führung in dieser Wertung hatte im Laufe der vorangegangenen Grand Prix mehrfach zwischen Tyrrell und Lotus gewechselt. Tyrrell plante aus diesem Grund, mit drei Werkswagen in Kanada anzutreten. Da der eigentlich als dritter Fahrer engagierte Patrick Depailler aufgrund eines Motorradunfalls nicht antreten konnte, verpflichtete man kurzfristig Chris Amon, der verfügbar war, da sein bisheriges Team Tecno nicht mehr antrat.
Jacky Ickx hatte die Scuderia Ferrari endgültig verlassen, sodass man, wie bereits mehrfach in dieser Saison, mit nur einem Wagen antrat, der von Arturo Merzario pilotiert wurde.
Jody Scheckter kehrte für die letzten beiden Saisonrennen als dritter Werksfahrer ins McLaren-Team zurück. Er bekam als erster Fahrer der Formel-1-Geschichte die Startnummer „0“ zugeteilt.
Bei B.R.M. wurde Clay Regazzoni von Peter Gethin vertreten, der somit zu seinem einzigen GP-Einsatz in diesem Jahr kam. Den zweiten Wagen im Team von Frank Williams, der wie üblich an zahlende Gaststarter vermietet wurde, steuerte Tim Schenken, für den dies ebenfalls der einzige Auftritt in dieser Saison war.

### Training
Zum achten Mal in diesem Jahr qualifizierte sich Ronnie Peterson für die Pole-Position. Seine schnellste Trainingsrunde absolvierte er über eine Sekunde schneller als der Zweitplatzierte Peter Revson. Dahinter bildeten Scheckter und Carlos Reutemann die zweite Reihe, während die beiden Duellanten um den zweiten Platz in der Fahrer-WM, Emerson Fittipaldi und François Cevert, sich für die dritte Reihe qualifizierten.

### Rennen
Bei Regen am Renntag übernahm Peterson die Führung vor Scheckter und Niki Lauda, der vom achten Rang aus hervorragend gestartet war. Fittipaldi war zunächst Vierter vor Stewart, Reutemann und Revson.
In der dritten Runde gelang es Lauda, die Führung zu übernehmen. Dahinter duellierten sich Peterson und Scheckter um den zweiten Platz, bis der Schwede in der 17. Runde wegen eines Aufhängungsschadens verunglückte. Scheckter fiel wenig später hinter Fittipaldi zurück. Dieser gelangte in Führung, als Lauda einen Boxenstopp einlegen musste, um seine Reifen wechseln zu lassen. Jackie Oliver und Cevert belegten zu diesem Zeitpunkt die Plätze zwei und drei.
Nachdem Cevert und Scheckter in Runde 33 im Kampf um den dritten Platz kollidiert waren, wurde zum ersten Mal in der Geschichte der Formel 1 ein Safety-Car auf die Strecke geschickt. Dieser erste Einsatz verlief recht chaotisch, da sich Eppie Wietzes, der den Porsche 914 fuhr, nicht vor den Führenden setzte, sondern vor den Achtplatzierten Howden Ganley. Die vor ihm liegenden Fahrzeuge hatten somit die Möglichkeit, nahezu eine ganze Runde aufzuholen, beziehungsweise sich einen entsprechenden Vorsprung herauszufahren. Als Resultat lag Oliver im Anschluss an die vier Runden dauernde Safety-Car-Phase vor Revson und Jean-Pierre Beltoise in Führung. Da Revson das konkurrenzfähigste Auto der drei Kontrahenten zur Verfügung hatte, übernahm er innerhalb kurzer Zeit die Führung, während Fittipaldi stetig auf das Spitzentrio aufholte und schließlich in den letzten Runden bis auf Rang zwei nach vorn kam.
Die Rennleitung war mit dem Durcheinander überfordert. Die Rundenzähltabellen mussten mehrere Stunden ausgewertet werden, sodass das offizielle Rennergebnis erst am Abend bekannt gegeben werden konnte.
Revson gewann zum zweiten und letzten Mal einen Grand Prix, nachdem er erstmals beim Großen Preis von Großbritannien in dieser Saison siegreich gewesen war. Oliver erreichte die letzte von zwei Podiumsplatzierungen während seiner Formel-1-Karriere. Die erste hatte er beim Großen Preis von Mexiko 1968 erzielt.

## Meldeliste
| Team                           | Nr. | Fahrer               | Chassis          | Motor                    | Reifen |
| ------------------------------ | --- | -------------------- | ---------------- | ------------------------ | ------ |
| John Player Team Lotus         | 01  | Emerson Fittipaldi   | Lotus 72E        | Ford Cosworth DFV 3.0 V8 | G      |
| John Player Team Lotus         | 02  | Ronnie Peterson      | Lotus 72E        | Ford Cosworth DFV 3.0 V8 | G      |
| Scuderia Ferrari SpA SEFAC     | 04  | Arturo Merzario      | Ferrari 312B3    | Ferrari 001/11 3.0 F12   | G      |
| Elf Team Tyrrell               | 05  | Jackie Stewart       | Tyrrell 006      | Ford Cosworth DFV 3.0 V8 | G      |
| Elf Team Tyrrell               | 06  | François Cevert      | Tyrrell 006      | Ford Cosworth DFV 3.0 V8 | G      |
| Elf Team Tyrrell               | 29  | Chris Amon           | Tyrrell 005      | Ford Cosworth DFV 3.0 V8 | G      |
| Yardley Team McLaren           | 0   | Jody Scheckter       | McLaren M23      | Ford Cosworth DFV 3.0 V8 | G      |
| Yardley Team McLaren           | 07  | Denis Hulme          | McLaren M23      | Ford Cosworth DFV 3.0 V8 | G      |
| Yardley Team McLaren           | 08  | Peter Revson         | McLaren M23      | Ford Cosworth DFV 3.0 V8 | G      |
| Ceramica Pagnossin Team        | 09  | Rolf Stommelen       | Brabham BT42     | Ford Cosworth DFV 3.0 V8 | G      |
| Motor Racing Developments      | 10  | Carlos Reutemann     | Brabham BT42     | Ford Cosworth DFV 3.0 V8 | G      |
| Motor Racing Developments      | 11  | Wilson Fittipaldi    | Brabham BT42     | Ford Cosworth DFV 3.0 V8 | G      |
| Embassy Racing                 | 12  | Graham Hill          | Shadow DN1       | Ford Cosworth DFV 3.0 V8 | G      |
| Clarke-Mordaunt-Guthrie Racing | 15  | Mike Beuttler        | March 731        | Ford Cosworth DFV 3.0 V8 | G      |
| UOP Shadow Racing Team         | 16  | George Follmer       | Shadow DN1       | Ford Cosworth DFV 3.0 V8 | G      |
| UOP Shadow Racing Team         | 17  | Jackie Oliver        | Shadow DN1       | Ford Cosworth DFV 3.0 V8 | G      |
| March Racing Team              | 18  | Jean-Pierre Jarier   | March 731        | Ford Cosworth DFV 3.0 V8 | G      |
| Marlboro B.R.M.                | 19  | Peter Gethin         | BRM P160E        | BRM P142 3.0 V12         | F      |
| Marlboro B.R.M.                | 20  | Jean-Pierre Beltoise | BRM P160E        | BRM P142 3.0 V12         | F      |
| Marlboro B.R.M.                | 21  | Niki Lauda           | BRM P160E        | BRM P142 3.0 V12         | F      |
| Brooke Bond Oxo Team Surtees   | 23  | Mike Hailwood        | Surtees TS14A    | Ford Cosworth DFV 3.0 V8 | F      |
| Brooke Bond Oxo Team Surtees   | 24  | Carlos Pace          | Surtees TS14A    | Ford Cosworth DFV 3.0 V8 | F      |
| Frank Williams Racing Cars     | 25  | Howden Ganley        | Iso-Marlboro IR2 | Ford Cosworth DFV 3.0 V8 | F      |
| Frank Williams Racing Cars     | 26  | Tim Schenken         | Iso-Marlboro IR1 | Ford Cosworth DFV 3.0 V8 | F      |
| Hesketh Racing                 | 27  | James Hunt           | March 731        | Ford Cosworth DFV 3.0 V8 | G      |
| Team Ensign                    | 28  | Rikky von Opel       | Ensign N173      | Ford Cosworth DFV 3.0 V8 | F      |

## Klassifikationen

### Startaufstellung
| Pos. | Fahrer               | Konstrukteur | Zeit     | Ø-Geschwindigkeit | Start |
| ---- | -------------------- | ------------ | -------- | ----------------- | ----- |
| 01   | Ronnie Peterson      | Lotus-Ford   | 1:13,697 | 193,245 km/h      | 01    |
| 02   | Peter Revson         | McLaren-Ford | 1:14,737 | 190,556 km/h      | 02    |
| 03   | Jody Scheckter       | McLaren-Ford | 1:14,758 | 190,434 km/h      | 03    |
| 04   | Carlos Reutemann     | Brabham-Ford | 1:14,813 | 190,363 km/h      | 04    |
| 05   | Emerson Fittipaldi   | Lotus-Ford   | 1:15,035 | 189,799 km/h      | 05    |
| 06   | François Cevert      | Tyrrell-Ford | 1:15,118 | 189,590 km/h      | 06    |
| 07   | Denis Hulme          | McLaren-Ford | 1:15,319 | 189,084 km/h      | 07    |
| 08   | Niki Lauda           | B.R.M.       | 1:15,400 | 188,881 km/h      | 08    |
| 09   | Jackie Stewart       | Tyrrell-Ford | 1:15,641 | 188,279 km/h      | 09    |
| 10   | Wilson Fittipaldi    | Brabham-Ford | 1:16,112 | 187,114 km/h      | 10    |
| 11   | Chris Amon           | Tyrrell-Ford | 1:16,228 | 186,829 km/h      | 11    |
| 12   | Mike Hailwood        | Surtees-Ford | 1:16,290 | 186,677 km/h      | 12    |
| 13   | George Follmer       | Shadow-Ford  | 1:16,358 | 186,511 km/h      | 13    |
| 14   | Jackie Oliver        | Shadow-Ford  | 1:16,436 | 186,321 km/h      | 14    |
| 15   | James Hunt           | March-Ford   | 1:16,584 | 185,961 km/h      | 15    |
| 16   | Jean-Pierre Beltoise | B.R.M.       | 1:16,623 | 185,866 km/h      | 16    |
| 17   | Graham Hill          | Shadow-Ford  | 1:16,740 | 185,582 km/h      | 17    |
| 18   | Rolf Stommelen       | Brabham-Ford | 1:16,846 | 185,326 km/h      | 18    |
| 19   | Carlos Pace          | Surtees-Ford | 1:17,028 | 184,889 km/h      | 19    |
| 20   | Arturo Merzario      | Ferrari      | 1:17,350 | 184,119 km/h      | 20    |
| 21   | Mike Beuttler        | March-Ford   | 1:17,383 | 184,040 km/h      | 21    |
| 22   | Howden Ganley        | Iso-Ford     | 1:17,579 | 183,575 km/h      | 22    |
| 23   | Jean-Pierre Jarier   | March-Ford   | 1:17,721 | 183,240 km/h      | 23    |
| 24   | Tim Schenken         | Iso-Ford     | 1:18,402 | 181,648 km/h      | 24    |
| 25   | Peter Gethin         | B.R.M.       | 1:18,498 | 181,426 km/h      | 25    |
| 26   | Rikky von Opel       | Ensign-Ford  | 1:18,682 | 181,002 km/h      | 26    |

### Rennen
| Pos. | Fahrer               | Konstrukteur | Runden | Stopps | Zeit        | Start | Schnellste Runde |
| ---- | -------------------- | ------------ | ------ | ------ | ----------- | ----- | ---------------- |
| 01   | Peter Revson         | McLaren-Ford | 80     | 0      | 1:59:04,083 | 02    |                  |
| 02   | Emerson Fittipaldi   | Lotus-Ford   | 80     | 0      | + 32,734    | 05    | 1:15,496         |
| 03   | Jackie Oliver        | Shadow-Ford  | 80     | 0      | + 34,505    | 14    |                  |
| 04   | Jean-Pierre Beltoise | B.R.M.       | 80     | 0      | + 36,514    | 16    |                  |
| 05   | Jackie Stewart       | Tyrrell-Ford | 80     | 0      | + 36,514    | 09    |                  |
| 06   | Howden Ganley        | Iso-Ford     | 79     | 0      | + 1 Runde   | 22    |                  |
| 07   | James Hunt           | March-Ford   | 78     | 0      | + 2 Runden  | 15    |                  |
| 08   | Carlos Reutemann     | Brabham-Ford | 78     | 0      | + 2 Runden  | 04    |                  |
| 09   | Mike Hailwood        | Surtees-Ford | 78     | 0      | + 2 Runden  | 12    |                  |
| 10   | Chris Amon           | Tyrrell-Ford | 77     | 0      | + 3 Runden  | 11    |                  |
| 11   | Wilson Fittipaldi    | Brabham-Ford | 77     | 0      | + 3 Runden  | 10    |                  |
| 12   | Rolf Stommelen       | Brabham-Ford | 76     | 0      | + 4 Runden  | 18    |                  |
| 13   | Denis Hulme          | McLaren-Ford | 75     | 0      | + 5 Runden  | 07    |                  |
| 14   | Tim Schenken         | Iso-Ford     | 75     | 0      | + 5 Runden  | 24    |                  |
| 15   | Arturo Merzario      | Ferrari      | 75     | 0      | + 5 Runden  | 20    |                  |
| 16   | Graham Hill          | Shadow-Ford  | 73     | 0      | + 7 Runden  | 17    |                  |
| 17   | George Follmer       | Shadow-Ford  | 73     | 0      | + 7 Runden  | 13    |                  |
| 18   | Carlos Pace          | Surtees-Ford | 72     | 0      | + 8 Runden  | 19    |                  |
| –    | Jean-Pierre Jarier   | March-Ford   | 71     | 0      | NC          | 23    |                  |
| –    | Rikky von Opel       | Ensign-Ford  | 68     | 0      | NC          | 26    |                  |
| –    | Niki Lauda           | B.R.M.       | 62     | 1      | DNF         | 08    |                  |
| –    | Jody Scheckter       | McLaren-Ford | 32     | 0      | DNF         | 03    |                  |
| –    | François Cevert      | Tyrrell-Ford | 32     | 0      | DNF         | 06    |                  |
| –    | Mike Beuttler        | March-Ford   | 20     | 0      | DNF         | 21    |                  |
| –    | Ronnie Peterson      | Lotus-Ford   | 16     | 0      | DNF         | 01    |                  |
| –    | Peter Gethin         | B.R.M.       | 5      | 0      | DNF         | 25    |                  |

## WM-Stände nach dem Rennen
Die ersten sechs des Rennens bekamen 9, 6, 4, 3, 2 bzw. 1 Punkt(e). In der Konstrukteurswertung zählten nur die Punkte des bestplatzierten Fahrers eines Teams. Es zählten nur die besten sieben Ergebnisse aus den ersten acht Rennen und die besten sechs aus den letzten sieben Rennen. Streichresultate sind in Klammern gesetzt.

### Fahrerwertung
| Pos. | Fahrer               | Konstrukteur                | Punkte |
| ---- | -------------------- | --------------------------- | ------ |
| 01   | Jackie Stewart       | Tyrrell-Ford                | 71     |
| 02   | Emerson Fittipaldi   | Lotus-Ford                  | 54     |
| 03   | François Cevert      | Tyrrell-Ford                | 47     |
| 04   | Ronnie Peterson      | Lotus-Ford                  | 43     |
| 05   | Peter Revson         | McLaren-Ford                | 36     |
| 06   | Denis Hulme          | McLaren-Ford                | 23     |
| 07   | Carlos Reutemann     | Brabham-Ford                | 12     |
| 08   | Jacky Ickx           | Ferrari / McLaren-Ford      | 11     |
| 09   | Jean-Pierre Beltoise | B.R.M.                      | 9      |
| 10   | James Hunt           | March-Ford                  | 8      |
| 11   | Carlos Pace          | Surtees-Ford                | 7      |
| 12   | Arturo Merzario      | Ferrari                     | 6      |
| 13   | George Follmer       | Shadow-Ford                 | 5      |
| 14   | Jackie Oliver        | Shadow-Ford                 | 4      |
| 15   | Wilson Fittipaldi    | Brabham-Ford                | 3      |
| 16   | Andrea de Adamich    | Surtees-Ford / Brabham-Ford | 3      |
| 17   | Niki Lauda           | B.R.M.                      | 2      |
| 18   | Clay Regazzoni       | B.R.M.                      | 2      |
| 19   | Chris Amon           | Tecno / Tyrrell-Ford        | 1      |
| 20   | Gijs van Lennep      | Iso-Ford                    | 1      |
| 21   | Howden Ganley        | Iso-Ford                    | 1      |

| Pos. | Fahrer             | Konstrukteur | Punkte |
| ---- | ------------------ | ------------ | ------ |
| 22   | Mike Beuttler      | March-Ford   | 0      |
| 23   | Jochen Mass        | Surtees-Ford | 0      |
| 24   | Mike Hailwood      | Surtees-Ford | 0      |
| 25   | Henri Pescarolo    | March-Ford   | 0      |
| 26   | Nanni Galli        | Iso-Ford     | 0      |
| 27   | Jody Scheckter     | McLaren-Ford | 0      |
| 28   | Graham Hill        | Shadow-Ford  | 0      |
| 29   | David Purley       | March-Ford   | 0      |
| 30   | Rolf Stommelen     | Brabham-Ford | 0      |
| 31   | Luiz Bueno         | Surtees-Ford | 0      |
| 32   | Rikky von Opel     | Ensign-Ford  | 0      |
| 33   | Tim Schenken       | Iso-Ford     | 0      |
| –    | Jean-Pierre Jarier | March-Ford   | 0      |
| –    | Eddie Keizan       | Tyrrell-Ford | 0      |
| –    | Jackie Pretorius   | Iso-Ford     | 0      |
| –    | Dave Charlton      | Lotus-Ford   | 0      |
| –    | Reine Wisell       | March-Ford   | 0      |
| –    | John Watson        | Brabham-Ford | 0      |
| –    | Roger Williamson † | March-Ford   | 0      |
| –    | Graham McRae       | Iso-Ford     | 0      |
| –    | Peter Gethin       | B.R.M.       | 0      |

### Konstrukteurswertung
| Pos. | Konstrukteur | Punkte  |
| ---- | ------------ | ------- |
| 01   | Lotus-Ford   | 83 (87) |
| 02   | Tyrrell-Ford | 82 (86) |
| 03   | McLaren-Ford | 55      |
| 04   | Brabham-Ford | 18      |
| 05   | Ferrari      | 12      |
| 06   | B.R.M.       | 12      |

| Pos. | Konstrukteur | Punkte |
| ---- | ------------ | ------ |
| 07   | Shadow-Ford  | 9      |
| 08   | March-Ford   | 8      |
| 09   | Surtees-Ford | 7      |
| 10   | Iso-Ford     | 2      |
| 11   | Tecno        | 1      |
| 12   | Ensign-Ford  | 0      |